# Heliconius postalbimacula
Heliconius postalbimacula är en fjärilsart som beskrevs av Felix Bryk 1953. Heliconius postalbimacula ingår i släktet Heliconius och familjen praktfjärilar. Inga underarter finns listade i Catalogue of Life.